# Малашко, Юрий Анатольевич
Юрий Анатольевич Малашко (укр. Юрій Анатолійович Малашко; род. 16 февраля 1975, Киев) — украинский военнослужащий, полковник Службы безопасности. Председатель Запорожской областной государственной администрации, начальник областной военной администрации с 9 февраля 2023 по 2 февраля 2024 года.

## Биография

### Образование
В 1997 году окончил Киевский институт военно-воздушных сил по специальности «Автоматизированные системы и комплексы воздушных судов», инженер-системотехник.

### Трудовая деятельность
- Август 1992 — июнь 1997 — курсант Киевского института военно-воздушных сил.
- Июнь 1997 — февраль 1999 — инженер, старший инженер Киевского института военно-воздушных сил.
- Февраль 1999 — март 2001 — преподаватель кафедры военной подготовки Академии муниципального управления[укр.].
- Март 2001 — февраль 2016 — прохождение службы в органах Службы безопасности Украины (СБУ).
- Февраль 2016 — май 2018 — первый заместитель руководителя военно-гражданской администрации в г. Марьинка и с. Победа, Донецкая область.
- С мая по июнь 2018 года проходил службу в органах СБУ.
- С июня 2018 по август 2020 года был руководителем военно-гражданской администрации г. Красногоровка, Донецкая область.
- С августа 2020 года исполнял обязанности начальника штаба — заместителя руководителя Антитеррористического центра при СБУ.

## Награды
- Знак отличия Президента Украины «За участие в АТО» (2016).